# Pleione formosana
Espèce
Synonymes
- Pleione pricei Rolfe
- Pleione hui Schltr.

Pleione formosana (la Pléione de Taiwan ou orchidée fenêtre) est une espèce de plantes à fleurs de la famille des Orchidaceae et de la sous-famille des Epidendroideae. Cette plante est originaire du sud-est de la Chine, et du nord et centre de Taïwan. C'est une plante vivace, une orchidée terrestre de 15 cm de haut par 30 cm de large, avec des pseudobulbes sphériques qui produisent une seule feuille pliée. Les fleurs roses, qui se développent au printemps, ont des lèvres bordées de blanc qui sont fortement marquées et tachetées de brun sur la surface intérieure.
L'épithète spécifique formosana se réfère à Taïwan dont l'ancien nom est Formose.

## Systématique
D'un point de vue systématique, les auteurs ont considéré que les Orchidacées comportaient plusieurs lignées évolutives nettement différenciées.
Les données actuelles montrent que la famille des Orchidaceae est monophylétique, avec cinq sous-familles.
La Pléione appartient, dans la famille des orchidées, à la sous-famille de la lignée la plus "récente" des Epidendroideae qui regroupe un peu plus de 570 genres et quelque 21 260 espèces.

## Appréciation
Cette plante a gagné le Royal Horticultural Society's Award of Garden Merit,.